# Diego Secco
Diego Secco, auch Didacus Secco, SJ (* um 1575 in Covilhã; † 4. Juli 1623) war ein portugiesischer Jesuitengeistlicher.
Secco trat 1610 in den Jesuitenorden ein. Papst Gregor XV. ernannte ihn am 19. Dezember 1622 zum Titularerzbischof von Nicaea und Koadjutor-Patriarch von Äthiopien. Gleichzeitig ernannte der Papst Afonso Mendes zum Patriarchen von Äthiopien. Am 12. März 1623 weihte Fernando Martins de Mascarenhas ihn und Mendes in St. Roch in Lissabon zum Bischof. Mitkonsekratoren waren Jerónimo de Gouvea, ehemaliger Bischof von Ceuta, und Pedro da Costa Leal, Bischof von Angra. Er verstarb auf der Überfahrt Richtung Mosambik auf hoher See.